# Bouřlivec
Bouřlivec je malý vodní tok v okrese Teplice, který stéká úbočím Krušných hor do Mostecké pánve. U Hostomic se vlévá do Bíliny. Je dlouhý 18,5 km, plocha jeho povodí měří 99,5 km² a průměrný průtok v ústí je 0,62 m³/s. Část koryta byla v důsledku těžby hnědého uhlí přeložena.

## Průběh toku

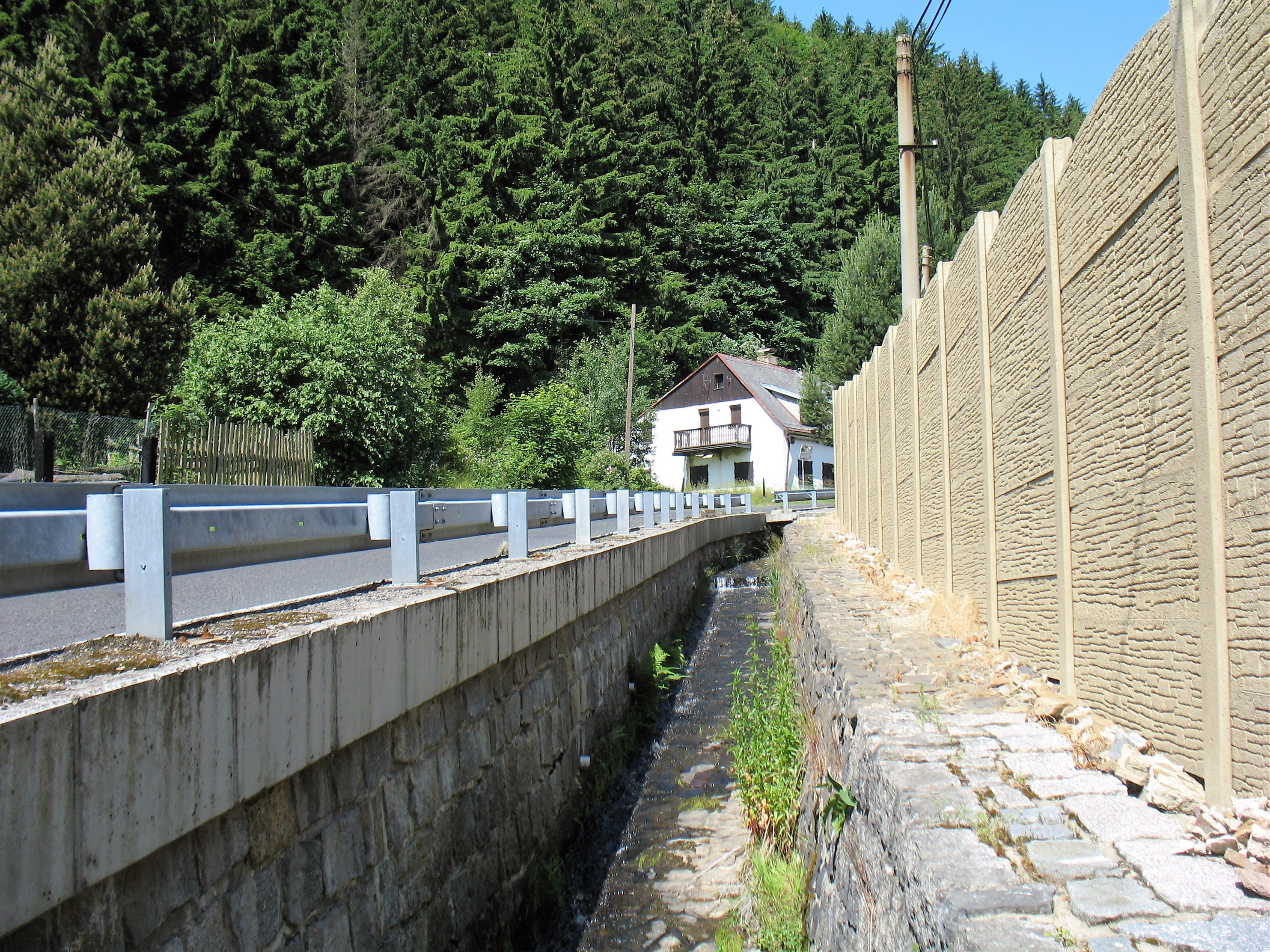
Bouřlivec v dolní části Mikulova

Potok pramení v nadmořské výšce asi 750 metrů severozápadně od Mikulova a Mikulovským údolím stéká směrem na jih k Hrobu. Obtéká město podél jeho východního a jihovýchodního okraje a dále pokračuje širokým obloukem vyklenutým na západ k Oldřichovu. V nejzazší části oblouku se na pravém břehu potoka nachází přírodní památka Háj u Oseka. Za ní Bouřlivec protéká golfovým hřištěm a na okraji Oldřichova se stáčí k jihu. Na pravém břehu míjí Jeníkov, za kterým se stočí k jihovýchodu. Protéká Lahoštěm, zprava přijímá vodu Loučenského potoka a brzy poté vtéká do vodní nádrže Všechlapy. Pod hrází teče přes Želénky a na okraji Hostomic se v nadmořské výšce 190 metrů vlévá do Bíliny.